# Pterosagitta draco
Pterosagitta draco är en djurart som tillhör fylumet pilmaskar, och som först beskrevs av August David Krohn 1853.  Pterosagitta draco ingår i släktet Pterosagitta och familjen Pterosagittidae. Inga underarter finns listade i Catalogue of Life.